# Alitretinoin
Alitretinoin (kyselina 9-cis-retinová) je organická sloučenina, druh vitaminu A. Má využití v léčbě nádorů jako antineoplastikum.

## Využití

### Kaposiho sarkom
Alitretinoin se používá jako povrchové léčivo pro kožní léze u Kaposiho sarkomu, nepoužívá se ale v případech, kdy je potřeba systémová léčba.
Evropská léková agentura schválila jeho používání v říjnu 2000 a Úřad pro kontrolu potravin a léčiv v březnu 1999.

### Chronický ekzém
Alitretinoin se podává ústně jako lék na dlaňový ekzém.

### Kontraindikace
Těhotenství je u alitretinoinu, podobně jako i u většiny jiných přípravků s vitaminem A, absolutní kontraindikací. O kontraindikaci jde i u kojících matek. Ústní podávání alitretinoinu je vyloučeno u pacientů s:
- poruchami činnosti jater
- chronickým selháním ledvin
- hypercholesterolémií
- hypertriglyceridémií
- hypotyreózou
- hypervitaminózou A
- přecitlivělostí na jakoukoliv složku léku

### Interakce
Alitretinoin je substrátem CYP3A4 a tak jeho koncentraci v krevní plazmě může mít vliv jakákoli látka inhibující nebo indukující tento enzym. Neměl by se podávat pacientům s nadbytkem vitaminu A, protože by mohl ovlivnit retinoidový receptor X. Také může onteragovat s tetracykliny a tím vyvolávat nitrolební hypertenzi.

### Předávkování
Alitretinoin je formou vitaminu A. Při onkologických klinických studiích byl podáván v dávkách více než 10krát převyšujících terapeutickou úroveň. Pozorované vedlejší účinky byly v souladu se znalostmi o toxicitě retinoidů, šlo o bolesti hlavy, průjem, zarudnutí tváří, a hypertriglyceridémii. Tyto účinky byly vratné.

## Mechanismus účinku
Alitretinoin je endogenním ligandem (látkou přirozeně se vyskytující v těle, která aktivuje daný receptor) retinoidového receptoru X, ale také aktivuje receptor kyseliny retinové.